# 荷包藤属
荷包藤属（学名：Adlumia）是荷包牡丹科下的一个属，为藤本植物。该属共有2种，一种产自美洲北部，一种产自亚洲东部和北部。

## 物种
本属包括以下物种：
- 荷包藤 Adlumia asiatica Ohwi
- 北美荷包藤 Adlumia fungosa (Ait.) Greene ex B.S.P.